# Prehistorik 2
Prehistorik 2 je počítačová hra, kterou vyvinuli vývojáři z Titus Interactive v roce 1993 pro platformy DOS a Amstrad CPC a je pokračováním prvního dílu Prehistorik z roku 1991. Jedná se o plošinovku s 2D grafikou, ovládanou šipkami a mezerníkem.
Stejně jako v prvním dílu i tady je hráčovým úkolem hrát za neandrtálce, který se vydává na výpravy za potravou, bojuje s divokou zvěří a poráží úhlavní nepřátele. Pro postup do nové úrovně je nutné nalézt zapalovač.
Hra byla v roce 1996 přeportována se slabší a černobílou grafikou pro Game Boy pod názvem „Prehistorik Man“. Jiná verze, také pod jménem „Prehistorik Man“, vyšla v roce 1995 pro SNES, ta byla poté přeportována pro Game Boy Advance, DSi, Android a iOS, jedná se o pokračování Prehistorika 2 s podobnou grafikou, ale bohatším příběhem.

## Úrovně
Hra má celkem 16 úrovní (12 hlavních, 3 bonusové a 1 speciální).

### Hlavní úrovně
- Jarní příroda
- Podzemní jeskyně
- Letní příroda
- Mírný pás
- Tropický prales
- Podzimní příroda
- Zima
- Bludiště
- Ledová jeskyně
- Chrám
- Zlá kamenná freska
- Finálová úroveň

### Bonusové úrovně
- za Podzemní jeskyní
- za Letní přírodou
- za Mírným pásem

### Speciální úroveň
- Vesnice neandrtálců (ta může následovat za Letní přírodou namísto druhé bonusové úrovně)

## Nepřátelé
Ve hře se nachází velké množství nepřátel. Jsou jimi například medvědi grizzly, želvy, včely, vosy, pavouci, ptáci, neandrtálci, červi, tygři, netopýři, dinosauři, sovy, tučňáci, pterodaktylové a tři malé jednohubky (žáby, kaštany a sponky). Tito nepřátelé se vyskytují na mnoha místech a lze je zabít jednou ranou. Dále můžeme narazit na 4 úhlavní nepřátele (tzv. bossy), kteří se ve hře vyskytují pouze jednou, avšak boj s nimi bývá náročný (nestačí jedna rána). To jsou dvě opice, zlý pařez a kamenná freska.

## Předměty ve hře
Ve hře se nachází také spousta předmětů. Patří mezi ně různé bodované předměty (například jídlo), zbraně (kyj, palice, sekera a sekerooštěp), dále pak ukazatel (v případě smrti se pokračuje ve hře od něj), semafor (cíl úrovně, avšak předtím je nutné sebrat zapalovač) a další.